# منطقه حفاظت‌شده فرامرزی
منطقه حفاظت‌شده فرامرزی یک منطقه حفاظت‌شده است که مرزهای آن از مرزهای یک کشور یا تقسیمات کشوری فراتر می‌رود. در این منطقه تمام مرزهای فیزیکی ساخته دست بشر مانند حصار حذف می‌شوند تا امکان مهاجرت آزادانه حیوانات و انسان‌ها فراهم شود. به منظور جلوگیری از عبور غیرقانونی، ممکن است از محدوده اطراف این منطقه، نگهبانی شود. چنین مناطقی با واژگان دیگری چون مناطق حفاظت‌شده عبور مرزی (به انگلیسی: Transfrontier Conservation Areas) یا پارک صلح نیز شناخته می‌شوند.

## شرایط ایجاد
شبکه جهانی مناطق حفاظت‌شده فرامرزی از ۵ گونه منطقه حفاظت‌شده فرامرزی زیر پدید می‌آیند:
- دو یا چند منطقه حفاظت‌شده به هم پیوسته فراتر از مرزهای ملی
- گروهی از مناطق حفاظت‌شده و زمین‌های میان آنها
- گروهی از مناطق حفاظت‌شده جدا از هم بدون احتساب زمین‌های میان آنها
- یک منطقه عبور مرزی شامل مناطق حفاظت‌شده پیشنهادی
- منطقه حفاظت‌شده در یک کشور که با کمک کشور هم مرز مدیریت می‌شود

## اهداف
حفظ الگوهای سنتی مهاجرت حیوانات و حصول اطمینان از وجود منابع کافی غذا و آب برای رشد جمعیت، دلایل اصلی برای ایجاد پارک صلح هستند. پارک صلح باعث توسعه گردشگری، توسعه اقتصادی و ایجاد حسن نیت بین کشورهای همسایه و همچنین تسهیل سفر بومیان ساکن این مناطق می‌شود.

## نخستین پارک
در ۱ فوریه سال ۱۹۹۷، آنتون روپرت، همراه با پرنس برنهارد هلند و نلسون ماندلا بنیاد پارک صلح را به عنوان یک سازمان ناسودبر به منظور تسهیل در ایجاد مناطق حفاظت‌شده عبور مرزی تأسیس کردند که پارک صلح نیز نامیده می‌شود.

## شمالگان
با آگاهی از اهمیت حفاظت از دستنخوردگی و محیط زیست شمالگان، یک فراخوان جهانی برای اعلام منطقه قطب شمال به عنوان یک پناهگاه جهانی/پارک صلح بین‌المللی داده شده‌است. کمپین حفاظت از شمالگان که توسط صلح سبز بین‌الملل اداره می‌شود یک سازمان ناسودبر محیط زیست است که از بیش از پنج میلیون شهروند از سراسر جهان، پشتیبانی آنلاین دریافت می‌کند.